# 化成镇
化成镇，是中华人民共和国四川省巴中市巴州区下辖的一个乡镇级行政单位。2019年12月，撤销梓橦庙镇，将原梓橦庙镇新华社区、梓橦庙村、道子坪村、大元山村、奎星楼村、陈家嘴村、三儿河村、小柳岗村所属行政区域划归化成镇管辖。

## 行政区划
化成镇下辖以下地区：
化湖社区、金光社区、赵家营村、邵家坪村、宋家扁村、吴家河村、罗家河村、水观音村、武圣村、赵家湾村、方家梁村、通木垭村、蟒螳坝村、土墙坪村、长滩河村、高家坡村、梁大湾村和白庙村。